# تنظيم العمال الثوري الإيراني (راهي كارجار)
تنظيم العمال الثوري الإيراني (راهي كارجار)- (سازمان کارگران انقلابی إيران - راه کارگر) عبارة عن منظمة سياسية ماركسية إيرانية تم تكوينها في عام 1980. وقد كانت هذه المنظمة تدعو إلى العدالة الاجتماعية وحقوق الإنسان والثورة في إيران، ويعتبرون من وسط اليسار في الطيف السياسي الإيراني.
وقد تم تأسيس تلك المنظمة على يد مجموعة من النشطاء الماركسيين الفدائيين السابقين في يوليو من عام 1979، بعد الثورة الإيرانية. وقد هجر الأعضاء في تلك المنظمة من النشطاء وغيروا وجهات نظرهم المتعلقة بالصراع المسلح وحرب العصابات مع تبني وسائل مقاومة جديدة من خلال «الوعي العام والحركات الشعبية».
ومن بين المؤسسين المشهورين لهذه المنظمة "على رضا شوكوهي" الذي تم إعدامه في صيف عام 1982 على يد الجمهورية الإسلامية، و"على رضا تاشايود" الذي تم إعدامه في أثناء "الإعدامات الجماعية للسجناء السياسيين في عام 1988 في إيران على يد الثورة الإسلامية، و"محمد رضا شلجوني" الذي يعيش حاليًا في المنفى في ألمانيا، وهو أحد كبار المحللين في المنظمة.
وقد تم نشر أول نشرة إخبارية رسمية عن المنظمة تحت اسم «راهي كارجار» في بدايات عام 1979.
وقد كانت تلك المنظمة واحدة من أولى المنظمات الماركسية التي تعارض الثورة الإسلامية وسياساتها الاستبدادية في مقال شهير نشر تحت عنوان «الفاشية: كابوس أم حقيقة؟» في أكتوبر من عام 1979. وقد كانت هذه المنظمة واحدة من منظمات المعارضة المركزية في الثمانينيات من القرن العشرين، ونتيجة لذلك، تم اعتقال العديد من داعميها ونشطائها وأعضائها وإعدامهم في صيف عام 1988 على يد الثورة الإسلامية. وقد فقدت المنظمة نحو 300 من أعضائها إجمالاً في ثمانينيات القرن العشرين. وبسبب الخسائر الضخمة والتهديدات الخطيرة التي كانت موجهة ضد حياة أعضاء المنظمة، تعمل المنظمة الآن في المنفى. وفي أغسطس من عام 2009، تم تقسيم المنظمة بسبب نزاعات داخلية صغيرة.